# Isaak Iossifowitsch Schwarz
Isaak Iossifowitsch Schwarz (russisch Исаак Иосифович Шварц, geboren 13. Mai 1923 in Romny, Ukrainische SSR; gestorben 27. Dezember 2009 in Siwerski, Oblast Leningrad, Russische Föderation) war ein sowjetischer bzw. russischer Komponist. Berühmt wurde Schwarz insbesondere durch Stücke, die er für über 100 Filme komponierte, darunter auch für das sowjetisch-japanische Werk Uzala, der Kirgise, das 1976 den Oscar als bester fremdsprachiger Film erhielt.

## Leben
Schwarz wuchs in einer jüdischen Familie in Romny auf. Im Jahr 1930 siedelte die Familie nach Leningrad (heute Sankt Petersburg) über, wo der junge Isaak im Haus für künstlerische Erziehung in der Klasse von A. S. Samkow mit Klavierunterricht begann, den er bald darauf bei Leonid Nikolajew fortsetzen konnte. 1935, im Alter von 12 Jahren nahm er an einem Jugendkonzert im Großen Saal der Leningrader Philharmonie teil.
Im Dezember 1936 wurde Isaaks Vater, der Philologe Josif Jewseewitsch Schwarz (1889–1938) im Verlauf des stalinistischen „Großen Terrors“ von Organen des Innenministeriums der UdSSR festgenommen, verurteilt und in ein Straflager gebracht, in dem er im April 1938 erschossen wurde.
Im Sommer 1937 mussten die verbliebenen Mitglieder der Familie Schwarz nach Frunse (heute Bischkek) in Kirgisien (heute Kirgisistan) in die Verbannung gehen.
Isaaks Mutter, Rachel Solomonowna wurde zur Arbeit in einer Nähfabrik eingewiesen. Der 14-jährige Isaak begann, den Kindern des Führungskaders in Frunse Klavierstunden zu geben.
1938 nahm Isaak Schwarz seinen ersten Unterricht in Komposition beim Pädagogen Wladimir Fere. In den darauf folgenden Jahren arbeitete er als Konzertmeister beim kirgisischen Staatstheater. Während des Zweiten Weltkriegs leitete er Chor und Orchester des Ensembles der Roten Armee für Gesang und Tanz im Militärgebiet Frunze. Im Jahr 1943 heiratete er.
1945 wurde die Verbannung aufgehoben, und Schwarz kehrte nach Leningrad zurück. Unter der Förderung von Dmitri Dmitrijewitsch Schostakowitsch, der auch die Studiengebühren übernahm, trat er im Leningrader Konservatorium in die Klasse von Boris Arapow ein, um weiter Komposition zu studieren. In den letzten zwei Jahren am Konservatorium studierte Schwarz bei Orest Jewlachow. 1951 schloss er das Konservatorium mit dem Diplom ab. Im Jahr 1954 schrieb er die Symphonie in f-moll, welche dem jungen Komponisten den ersten Erfolg brachte. 1955 wurde Isaak Schwarz in den Sowjetischen Komponistenverband (russisch Союз композиторов СССР) aufgenommen.
In den folgenden Jahren schrieb er Stücke für Ballett, Bühnenspiele und die Musik für über 100 Filme.
Als sehr fruchtbar erwies sich die Zusammenarbeit von Schwarz mit Bulat Schalwowitsch Okudschawa (russisch Булат Шалвович Окуджава). Zusammen schufen sie 32 Stücke, darunter bekannte wie Das Lied der Reitergarde (Песенка кавалергарда) aus dem Film Stern bezaubernder Glückseligkeit (russisch Звезда пленительного счастья), Ihre wohlgeborene Dame des Glücks (russisch Ваше благородие, госпожа разлука) aus dem Film Weiße Sonne der Wüste, die Romanze Hochzeitskleid (Наряд подвенечный) im Film Wir wurden nicht in der Kirche vermählt (russisch Нас венчали не в церкви) und ebenso das Lied aus dem Kinofilm Das Strohhütchen (russisch Соломенная шляпка). Okudschawa schätzte die seltene Gabe Schwarz’ sehr, genau jene Musik feinfühlig aus dem Inneren eines Gedichte zu extrahieren, welche als einzige den Inhalt des Gedichtes ausdrücken kann.
Seit dem Ende der 1960er Jahre lebte und arbeitete der Komponist in Siwerski, zusammen mit seiner zweiten Frau Antonina.
Der Oscar für den besten fremdsprachigen Film wurde 1976 an Akira Kurosawas Uzala, der Kirgise verliehen, zu dem Schwarz die Musik beigesteuert hatte.
In Deutschland erreichte der 1991 entstandene Film Die junge Katharina, zu der er die Musik komponierte, einige Bekanntheit.
Das siebensätzige Orchesterkonzert Gelbe Sterne – Purimspiel im Ghetto komponierte Schwarz nach der Lektüre von Aufzeichnungen aus dem Ghetto in Kaunas im Andenken an die Opfer des Holocaust. Es wurde 2000 in St. Petersburg uraufgeführt. Mit dem Philharmonischen Nationalorchester Russlands unter Leitung von Wladimir Spiwakow wurde 2002 im großen Ton-Atelier der Mosfilm eine CD aufgezeichnet. In Verbindung mit einer Film- und Fotocollage der Medienkünstlerin Joan Grossman (2004) wurde das Werk auch auf einer DVD veröffentlicht. Die deutsche Erstaufführung des Konzertes fand am 23. Oktober 2007 in Friedrichshafen statt.
Zum 85. Geburtstag gratulierte ihm auch der russische Präsident Medwedew. „Sie werden zu Recht einer der hervorragenden zeitgenössischen Komponisten genannt, in Anerkennung Ihrer klassischen vaterländischen musikalischen Kunst“, hieß es im Glückwunschtelegramm. „Einzigartiges Talent und große Schaffenskraft ermöglichten Ihnen, eine ganze Folge von hervorragenden Werken zu schaffen, von denen jedes sich durch Aufrichtigkeit und Harmonie auszeichnet. Es ist kein Zufall, dass Ihre künstlerischen Werke höchste Auszeichnungen professioneller Vereinigungen erhielten, und natürlich die herzliche Zuneigung zahlreicher Musikkritiker.“
Isaak Schwarz starb in seinem Haus in Siwerski, wie u. a. die Künstlerin Elena Kamburowa (russisch Елена Камбурова) über Echo Moskwy berichtete. Er wurde am 30. Dezember 2009 auf dem St. Petersburger Wolkowo-Friedhof im Ehrenabschnitt (Museums-Nekropole) für Literaten und Publizisten (russisch Литераторские мостки) beerdigt. Entsprechend dem Willen des Komponisten verlief die Zeremonie gemäß dem jüdischen Begräbnisritual. Mit dem Kaddisch am Grab von Isaak Schwarz betonte einer der St. Petersburger Rabbiner Schwarz’ Zugehörigkeit zur jüdischen Religionsgemeinschaft.

## Filmmusik (Auswahl)
- 1969: Die Brüder Karamasow (Bratja Karamasowy)
- 1973: Jegor Bulytschow und andere (Jegor Bulytschow i drugije)
- 1975: Uzala, der Kirgise (Dersu Usala)
- 1986: Ein Regenschirm für Verliebte (Sontik dlja nowobratschnych)
- 1991: Die junge Katharina (Young Catherine)
- 1992: Luna Park (Luna-park)

## Auszeichnungen
- 1996 – Volkskünstler Russlands[5]
- 1997 – Staatspreis der Russischen Föderation (für die Musik zum Film Weiße Sonne der Wüste)[6]
- 2000 – Träger des Preises von Zarskoje Selo (Stadt Puschkin) für die einzigartige Sammlung von Romanzen nach Gedichten russischer Poeten des 19. und 20. Jahrhunderts
- 2003 – Verdienstorden für das Vaterland 4. Klasse[7]
- Nationaler Filmpreis der Russischen Akademie NIKA (russisch национальная премия Российской Академии)[6]
  - 1992 – beste Komposition, für den Film Luna Park
  - 2000 – beste Filmmusik im Film Horch, regnet es nicht? (russisch Послушай, не идет ли дождь)
  - 2001 – beste Filmmusik im Film Die verwilderte Frau (russisch Дикарка)
- 2003 – Ehrenbürgerschaft der Oblast Leningrad